# Le Theil-en-Auge
Le Theil-en-Auge è un comune francese di 178 abitanti situato nel dipartimento del Calvados nella regione della Normandia.

## Società

### Evoluzione demografica
Abitanti censiti